# Herb Torgelow
Herb Torgelow – herb miasta Torgelow stanowi dwudzielną w słup hiszpańską tarczę herbową, na której w pierwszym srebrnym polu skośnie skrzyżowany czarny młotek i czarne żelazo; w drugim niebieskim polu czerwona głowa gryfa ze złotym dziobem. 
Herb został wprowadzony w 1898 i zatwierdzony przez Ministerstwo Spraw Wewnętrznych (Bundesministerium des Innern, für Bau und Heimat).

## Objaśnienie herbu
Herb używany początkowo tylko w gazecie „Torgelower Tageblatt“ łączy ekonomiczny charakter dochodów wraz z symbolem władzy. Młotek i żelazo symbolizują rozwój w miejscowości przemysłu żelaznego, głowa gryfa oraz kolory tarcz wskazują na przynależność do dawnej Prowincji Pomorze.